# Rózsavölgyi István
Rózsavölgyi István, Reidl (Budapest, 1929. március 30. – Tata, 2012. január 27.) olimpiai bronzérmes atléta.
Karrierje során 7 világcsúcsot, 8 Európa-csúcsot és 19 magyar csúcsot futott közép- és hosszútávon, az 1960. évi nyári olimpiai játékokon harmadik helyen végzett 1500 méteren. 297 versenye során összesen 188-szor győzött.

## Élete
Iharos Sándor és Tábori László mellett a legendás atlétaedző, Iglói Mihály - ismertebb nevén „Náczi bácsi” - egyik legkiválóbb tanítványa volt.
Édesapja korán meghalt, így édesanyja egyedül nevelte a három gyereket. A hadseregbajnokságon figyelt fel rá Iglói Mihály, aki tanítványai közé hívta.

## Az1956-os olimpia
Két váltó világcsúcs után az 1955-ös év meghozta első egyéni világcsúcsát is, ami táplálta a már felfokozott olimpiai reményeket. Sokan az 1500 méter favoritjaként tartották számon, és ezt erősítette az 1956 augusztusi 1500 méteres világcsúcsa is. Az októberi 2000 méteres világcsúcsa pedig azt igazolta vissza, hogy tökéletesen sikerült a felkészülés. Az október 23-án kirobbant forradalom azonban derékba törte a felkészülését.
Mint a Honvéd futóját, Táborival együtt őrségszolgálatra rendelték és heteken keresztül nem tudott edzeni. A hosszabbított őrszolgálat, a bezártság és az edzések hiánya miatt fizikai állapota gyorsan romlásnak indult.
A hosszú kihagyás, a forradalom okozta lelki trauma és futótársa, Iharos Sándor eltűnése a forradalom kavalkádjában legyengítették és ezt az olimpiai szereplése is megsínylette.
„Rossz lelkiállapotban, teljesen legyengülve kezdtem el újra az edzést. Máskor könnyedén teljesítettem három 400-at 52 másodpercre, most még kettőt sem tudtam. Nem voltam jobb állapotban akkor sem, amikor az 1500 előfutamában rajthoz álltam. Amíg tempót futottunk, addig tartottam a lépést a többiekkel, de most az utolsó 300-on elmentek mellettem. Pedig döntőbe akartam jutni! Én, a világcsúcstartó, kiestem.”
Az olimpia több szempontból is törést okozott Rózsavölgyi karrierjében. A kudarcon túl elveszítette edzőjét, Iglóit, valamint futótársát és egyben legjobb barátját, Táborit is, miután mindketten úgy döntöttek, hogy nem térnek vissza Magyarországra.

## A római olimpia
A két olimpia közötti időszakban felkészülését zömében maga irányította. Az edzéstervekhez Iglói módszereit használta és azokat fejlesztette tovább.
Sportsikerei lehetővé tették, hogy több fedett pályás turnén is részt vegyen az USA-ban, azonban ezek az utazások és korábbi kapcsolata és nyilvánvaló kötődése külföldön maradt edzőjével feszültté tették viszonyát a magyar sportvezetéssel.
Az olimpiát ismét csúcsformában várta, igaz, 1960-ban a közvélemény az ausztrál Herb Elliott-ot tartotta esélyesebbnek és Rózsavölgyit a dobogó második fokára várták.
A döntőig könnyedén menetelt, de a végső összecsapásban Elliott bizonyult jobbnak, és Rózsavölgyi a célegyenesben visszaszorult a harmadik helyre. A harmadik helyet azonban nem kudarcnak, hanem teljes sikernek élte meg.
„Amit négy évvel korábban elterveztem, megvalósítottam!”
Az olimpiát követő évet pihenőnek szánta, de rövidesen belátta, hogy már nincs miért harcolnia: jó eredményekre még képes, de világcsúcsra már nem. 1962-ben végleg felhagyott a futással.
Futókarrierjét követően edzői szerepet vállalt a Honvédnél és egy rövidebb időre az öttusaválogatottnál. Edzőként azonban elkerülték az átütő sikerek és a szakosztály vezetésével is meggyűlt a baja, elsősorban kemény edzésmódszere miatt. A Honvéd vezetése úgy érvelt, hogy az Iglói-féle módszer tönkreteszi a futókat. Sok évnyi konfliktus után, 1977-ben visszatért az öttusázókhoz. 1984-ben nyugdíjba vonult, de hosszú éveken keresztül dolgozott még edzőként és mint a Tatai Olimpiai Edzőtábor szakmai vezetője.
Élete utolsó éveiben Tatán élt.

## Világcsúcsai és Európa-csúcsai[6]
| Táv                | Idő     | Dátum                | Hely     |
| 1000 méter         | 2:19,0  | 1955. szeptember 21. | Tata     |
| 1500 méter         | 3:40,6  | 1956. augusztus 4.   | Tata     |
| 2000 méter         | 5:02,2  | 1955. október 2.     | Csepel   |
| 4x1500 méter váltó | 15:29,2 | 1953. szeptember 23. | Budapest |
| 4x1500 méter váltó | 15:21,2 | 1954. július 14.     | Budapest |
| 4x1500 méter váltó | 15:14,8 | 1955. szeptember 29. | Budapest |
| 4x1 mérföld váltó  | 16:25,2 | 1959. szeptember 29. | Budapest |

## Egyéni csúcsai[7]
| Táv        | Idő    | Dátum                | Hely     |
| 1000 méter | 2:19,0 | 1955. szeptember 21. | Tata     |
| 1500 méter | 3:38,8 | 1960. július 30.     | Budapest |
| 1 mérföld  | 3:59,0 | 1956. augusztus 26.  | Budapest |
| 2000 méter | 5:02,2 | 1955. október 2.     | Budapest |
| 3000 méter | 7:53,4 | 1956. szeptember 4.  | Malmö    |

## Díjai
- A Magyar Népköztársaság Érdemes Sportolója (1954)[8]
- A Magyar Köztársasági Érdemrend tisztikeresztje (1994)[9]